# Андалиб, Нурмухамед-Гариб
Нурмухамед-Гариб Андалиб (туркм. Nurmuhammet Andalyp; около 1710/1711, Гарамазы (ныне Акдепинский этрап Дашогузского велаята) - 1770 или 1780, аул Гара Мази) — туркменский поэт, историк, переводчик, философ. Считается классиком туркменской поэзии. Известен, как первый поэт в истории туркменской литературы.

## Биография
Меня звали Нурмухаммет Гариб, мое прозвище Андалиб.— Из записок писателя
Юность поэта прошла в селе Гарамазы. Получил образование сначала в сельской школе, а затем в медресе в Хиве. Есть данные, что он также учился в Багдаде. Вне школы читал классиков восточной литературы, научные и философские труды, произведения народного творчества и стал человеком, овладевшим научными знаниями своего времени. Основным занятием Нурмухамеда было земледелие и плотницкое дело. Помимо сельскохозяйственных работ, занимался изготовлением повозок для жителей села, Нурмухаммет был связан с его жизнью и получил прозвище Бедный. Он влюбился в девушку по имени Гюль и, считая себя соловьем, взял себе литературное прозвище Андалиб (Соловей).
С юношеских лет писал на простом туркменском языке. Обогатил родную литературу с тематической и жанровой точки зрения, привнёс в туркменскую поэзию первые ростки реализма, которую позже развил Махтумкули.
Используя литературные и фольклорные сюжеты, создал романтические дастаны «Лейли и Меджнун», «Юсуп и Зулейха», поэму «Огуз-наме». В поэме «Несими» рассказал о трагической судьбе азербайджанского поэта XIV века.
В большом лирическом произведении «Чигирь» показал тяжёлый труд и жалкую долю сельского труженика. Многие стихи дастана «Лейли и Меджнун» стали народными песнями.
Поэт оказал сильное влияние на литературное развитие Туркменистана, на творчество таких выдающихся туркменских поэтов, как Азади, Шахбенде, Махтумкули и др.

## Память
- В честь Нурмухамеда-Гариба Андалиба названа улица в Ашхабаде.
- Установлен бюст  в городе Дашогуз близ государственного музыкально-драматического театра имени Нурмухамета Андалиба
- К 350-летнему юбилею Андалиба издан сборник его стихов. В издательстве «МВМ» вышла книга классика туркменской литературы Нурмухаммеда Андалиба, одного из основоположников туркменского литературного языка.